# (33464) Melahudock
1999 FN32 (asteroide 33464) é um asteroide da cintura principal. Possui uma excentricidade de 0.15151530 e uma inclinação de 3.71134º.
Este asteroide foi descoberto no dia 19 de março de 1999 por LINEAR em Socorro.